# Estadio Azul
Az Estadio Azul (nevének jelentése: kék stadion) mexikóváros egyik labdarúgó-stadionja. A közel 33 000 fő befogadóképességű pálya jelenleg a Cruz Azul otthona. Bár úgy tervezték, hogy 2018-ban megkezdik lebontását, egyelőre ezt néhány évvel elhalasztották.

## Az épület
A körülbelül 15 000 m²-es területen elhelyezkedő stadion befogadóképessége 32 904 fő. 23 külső és 24 belső kapuja van, a pénztárak a 10-es és a 15-ös kapunál találhatók. Rendelkezik egy 50 fős konferenciateremmel és négy jól felszerelt öltözőrésszel is (külön a hazai és a vendég játékosok, a szakvezetők és a játékvezetők számára). A pálya hossza 105 méter, szélessége 65 méter.

## Története
Építését 1942-ben kezdték, a felavatásra 1946. október 6-án került sor. Eredetileg nem kimondottan labdarúgó-, hanem olimpiai stadionnak készült, sokáig (egészen 1990-ig) játszottak benne amerikaifutball-mérkőzéseket is. Az első labdarúgó-mérkőzést 1947. január 5-én játszották benne, a Veracruz csapata 2–1-es győzelmet aratott az argentin Racing Club de Avellaneda fölött.
Az első évtizedekben a stadion az América, a Necaxa és az Atlante otthona volt, a jelenlegi házigazda, a Cruz Azul 1996-ban költözött ide. Első mérkőzésüket a stadionban ezen év augusztus 10-én játszották.